# Красовскис, Янис
Янис Красовскис (латыш. Jānis Krasovskis; род. 12 февраля 1936, Виесите, Екабпилсский уезд) — советский легкоатлет латышского происхождения, специалист по прыжкам с шестом. Выступал за сборную СССР по лёгкой атлетике в конце 1950-х — начале 1960-х годов, победитель первенств республиканского и всесоюзного значения, участник летних Олимпийских игр в Риме. Представлял Москву и Вооружённые Силы. Мастер спорта СССР.

## Биография
Родился 12 февраля 1936 года в городе Виесите, Латвия.
Занимался лёгкой атлетикой в Москве, представлял Советскую Армию.
Впервые заявил о себе в прыжках с шестом на всесоюзном уровне в сезоне 1959 года, когда с результатом 4,45 выиграл бронзовую медаль на чемпионате Советского Союза в рамках II летней Спартакиады народов СССР в Москве.
В 1960 году с рекордом Европы 4,65 одержал победу на чемпионате СССР в Москве. Благодаря этой победе удостоился права защищать честь страны на летних Олимпийских играх в Риме — в финале прыжков с шестом взял высоту в 4,30 метра, расположившись в итоговом протоколе соревнований на 13-й строке.
В 1961 году стал серебряным призёром на чемпионате СССР в Тбилиси (4,60).
В 1962 году получил серебро на чемпионате СССР в Москве (4,60).